# Згрибешти (Тимиш)
Згрибешти (рум. Zgribești) насеље је у Румунији у округу Тимиш у општини Штиука. Oпштина се налази на надморској висини од 190 m.

## Прошлост
По "Румунској енциклопедији" место се помиње први пут 1584. године. Године 1789. у селу је православна црква брвнара. Цар је 1815. године село даровао принцу Метерниху.
Аустријски царски ревизор Ерлер је 1774. године констатовао да место "Скрибештије" припада Букошинском округу, Карансебешког дистрикта. Становништво је било претежно влашко.
Српски назив села је био Скрибешће. Место је било током 19. века спахилук српске племићке породице Риђички "от Скрибешће". Павле Риђички "от Скрибешће" је 1840. године уплатио 200 ф. као чланарину Матици српској. Године 1846. у Пешти срећемо бројне представнике те породице, као пренумеранте Суботићеве књиге песама: Павел, Исидор, Светозар, Јован, Александар и Стефан.

## Становништво
Према подацима из 2002. године у насељу је живело 298 становника.

### Попис2002.
| Расподела становништва по националности 2002.‍ | Расподела становништва по националности 2002.‍ | Расподела становништва по националности 2002.‍ | Расподела становништва по националности 2002.‍ | Расподела становништва по националности 2002.‍ |
| --------------------------------------------- | --------------------------------------------- | --------------------------------------------- | --------------------------------------------- | --------------------------------------------- |
|                                               |                                               |                                               |                                               |                                               |
| Румуни                                        | Румуни                                        |                                               | 268                                           | 90,2%                                         |
| Украјинци                                     | Украјинци                                     |                                               | 29                                            | 9,8%                                          |